# Ebenezer Cobham Brewer
Pour les articles homonymes, voir Brewer.
Le révérend Dr Ebenezer Cobham Brewer (10 mai 1810, Norwich – 6 mars 1897, Edwinstowe, Nottinghamshire) fut le compilateur du Brewer's Dictionary of Phrase and Fable et du The Reader's Handbook, œuvres victoriennes de référence.

## Biographie
E. Cobham Brewer était le fils d'un instituteur de Norwich. Il fit ses études à Trinity Hall, Université de Cambridge (Cambridgeshire) et obtint un diplôme de droit en 1836. Il fut ordonné en 1838, et retourna alors à Norwich, pour y travailler dans l'école de son père. C'est là qu'il compila sa première grande œuvre, La clef de la science - Phénomènes de tous les jours (A Guide to the Scientific Knowledge of Things Familiar), publié pour la première fois aux alentours de 1838-1841. Le livre regroupe 1973 questions et réponses concernant des phénomènes scientifiques de la vie courante, appartenant à différents domaines (chaleur, météorologie, acoustique, optique, chimie minérale ou inorganique, métalloïdes et métaux, chimie organique, chimie animale et physiologie). Il eut une immense popularité (en 1866, paraissait la 22e édition), et les ventes ont probablement financé ses grands voyages ultérieurs en Europe.
À son retour en Angleterre en 1856, il commença à travailler sur ce qui deviendra le Brewer's Dictionary of Phrase and Fable. Ce dictionnaire provient, en partie, de sa correspondance avec les lecteurs de son livre précédent. La première édition fut publiée en 1870, et une édition révisée parut en 1894.
Le Reader's Handbook de Brewer fut réédité par Marion Harland (1830–1922), et publié aux États-Unis, accompagné de nombreuses illustrations, sous le titre de Character Sketches of Romance, Fiction and the Drama: A Revised American Edition of the Reader's Handbook, 4 vols., New York 1892. Parmi les autres œuvres de Brewster, on notera A Dictionary of Miracles: Imitative, Realistic and Dogmatic (1884?), et The Historic Notebook, With an Appendix of Battles.
Concernant sa méthodologie, Brewer écrivait, dans la préface du Historic Note-Book : "J'ai été un auteur durant soixante ans, ai écrit de nombreux livres, et, bien sûr, été un lecteur très éclectique. Dans ma longue expérience, j'ai remarqué combien peu avait varié le domaine de la lecture "littéraire, et à quel point le doute se concentre encore sur des sujets qui étaient des croix (ital.) dans mes jeunes années. Il en résulte qu'une œuvre de ce genre est aussi utile en 1891 qu'elle l'eut été en 1830. J'ai toujours lu avec un bout de papier et un crayon à portée de main, pour noter tout ce qui pourrait m'être utile, et j'ai rangé ces notes dans différents rayonnages. C'est devenu une habitude quotidienne pour moi...".
The Reader's Handbook a ensuite connu une longue carrière. Avec des révisions détaillées de l'éditrice Henrietta Gerwig, il a formé le noyau du Crowell's Handbook for Readers and Writers, qui est, à son tour, devenu la base de The Reader's Encyclopedia, de William Rose Benét, "véritablement un nouveau livre", comme le faisait remarquer Benet. Sous cette forme révisée, il est encore disponible.